# Maar
För andra betydelser, se Maar (olika betydelser).

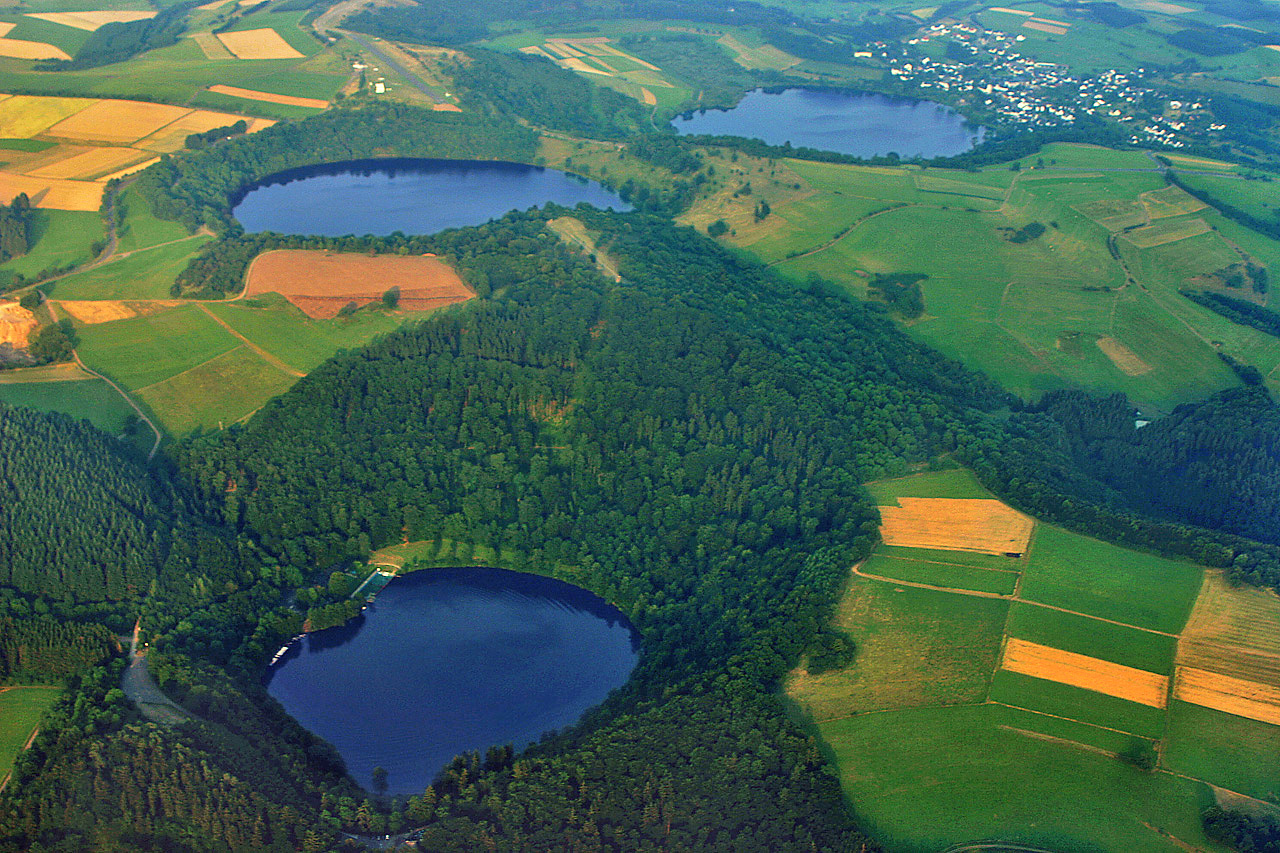
Tre maarer i Daun i Tyskland.

En maar (av latin: mare, "sjö") eller explosionskrater är en bred och grund krater som orsakats av en freatisk explosion, det vill säga en explosion som orsakats av grundvatten som kommit i direkt kontakt med lava eller magma. En maar är vanligen fylld med vatten och bildar en sjö.
Maarer är grunda kratrar med slät botten som geologer förmodar bildas ovanför diatrem då magmatisk gas och ånga sprids vid en vulkanisk explosion. En maar kan ha en diameter på mellan 50 och 2 000 meter och ett djup på mellan 10 och 200 meter. De flesta maarer omges av en låg vall som består av en blandning av lösa fragment av vulkaniska bergarter och sten som slitits loss från diatremets väggar.
Maarer är vanliga i västra USA, i Eifelregionen i Tyskland och i andra liknande unga vulkaniska regioner. 
Världens största maar anses vara Devil Mountain Lakes maar på Sewardhalvön i västra Alaska.